# Team Knight Rider
Team Knight Rider è una serie televisiva di azione con elementi fantascientifici iniziata nel 1997, inedita in Italia, che cercava di rinverdire i fasti della serie Supercar. Invece di un uomo solo a combattere il crimine, ci sono cinque persone alla guida di due fuoristrada, un'auto sportiva e due moto. Venne prodotta una sola stagione di 22 episodi.

## Trama
Tra le vicende degne di nota che avvengono in questa serie televisiva, vi è il combattimento tra i cinque membri del team da una parte e da KRO dall'altra. KRO (acronimo di Knight Reformulation One) è una Ferrari F355 nera che nelle intenzioni della Fondazione Knight avrebbe dovuto essere l'erede di KITT (in grado quindi di fare cose incredibili grazie alla tecnologia e dotata inoltre di un'elevatissima intelligenza artificiale), ma che ben presto si dimostra essere molto più simile a KARR, e quindi molto pericolosa. A guidare KRO era stato scelto un ex-militare, Martin Jantzen, che avrebbe dovuto essere il nuovo Michael Knight. Martin si rivela però essere uno psicopatico, riuscendo a creare un legame viscerale con KRO. L'accoppiata Martin-KRO diventa quindi un'enorme minaccia per tutti, che tuttavia i membri del team con i loro veicoli riusciranno ad annientare.